# Окулов, Пётр Владимирович
Пётр Владимирович Окулов (1890—1956) — советский учёный, профессор, основатель и заведующий кафедрой электрических измерений, электроматериалов и светотехники, кандидат технических наук.

## Биография
Родился 30 августа 1890 года[по какому календарю?] в Санкт-Петербурге.
В 1913 году окончил Петербургский политехнический институт.
С 1920 года сначала по совместительству, а с 1925 года на постоянной основе читал в Киевском политехническом институте курс «Электрические измерения». С сентября 1926 года до конца жизни занимал должность заведующего кафедрой электрических измерений, электроматериалов и светотехники; одновременно, он руководил лабораторией светотехники. Наибольший интерес у него вызывали методы измерения магнитных свойств ферромагнитных материалов и светотехника.
В 1929 году ему было присвоено звание профессора, а в 1937 году без защиты он получил учёную степень кандидата технических наук. В период 1930—1938 годов он исполнял обязанности декана электротехнического факультета и заместителя директора института по учебной части. После окончания Великой Отечественной войны руководил реконструкцией Киевского кабельного завода.
Был награжден орденами Трудового Красного Знамени и Ленина, медалью «За доблестный труд в Великой Отечественной войне».
Опубликовал 56 научных работ, основные из которых:
- «Технология электротехнических материалов» (1927, 1930; Москва; Ленинград: Энергоиздат, 1932. — 343 с.)
- «Методы электрических и магнитных измерений» (1928)
- «Высоковольтные кабели» (1930)
- «Электрические измерения» (1939)
- «Электрические методы измерения неэлектрических величин» (1945; Киев: Київська правда, 1952. — 19 с.)

Умер 15 июля 1956 года. Похоронен в Киеве на Лукьяновском кладбище (участок № 37, ряд 7, место 37).